# Spermacoce pusilla
Spermacoce pusilla là một loài thực vật có hoa trong họ Thiến thảo. Loài này được Wall. miêu tả khoa học đầu tiên năm 1820.

## Hình ảnh

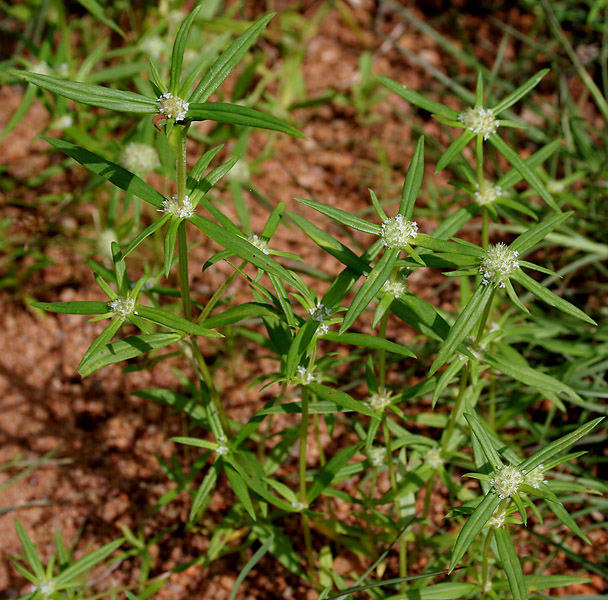
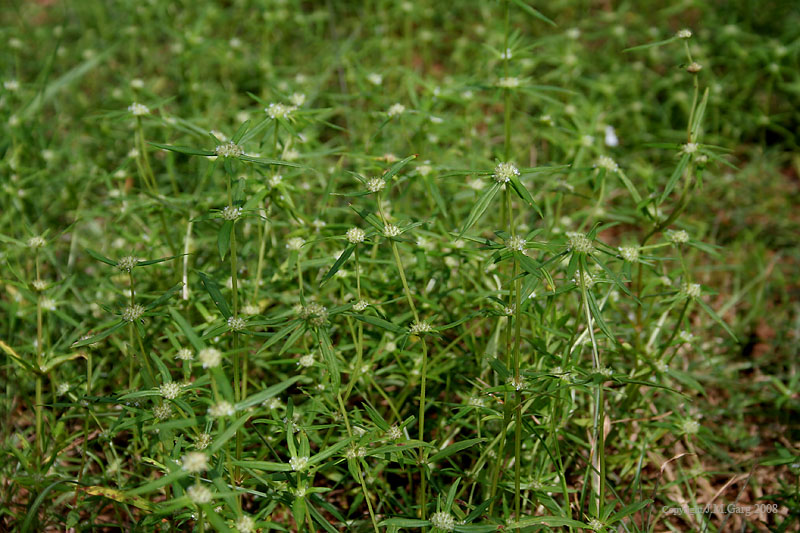
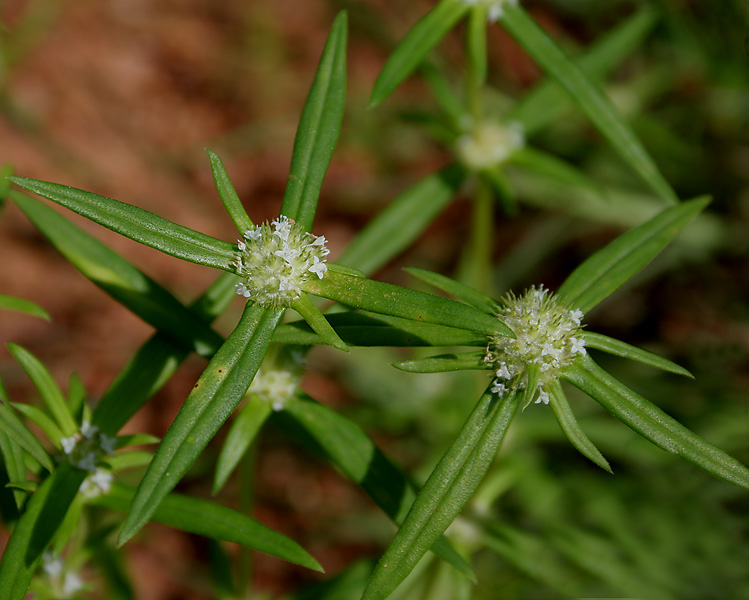